# Kulbæk
Kulbæk (dansk) eller Kuhlbek, Höllbek (tysk) er et mindre vandløb ved Sørup i det nordlige Angel (Sydslesvig) i den nordtyske delstat Slesvig-Holsten. Bækken munder ud i Vinbæk (Elkær Å).
Vandløbet er første gang nævnt 1723. Forleddet synes at være subst. glda. kūla/kūlæ, oldn. kūla for kule, gravet fordybning eller hul (sml, også navnet Hulbæk, glda. hylki).